# Изложба „Млади 1984—1985” (1986)
Изложба „Млади 1984—1985” се одржала у периоду од 21. јануара до 5. фебруара 1986. године, у галерији Дома културе Студентски град.

## Управни одбор
Управни одбор су чинили:
- Душан Марковић, председник
- Милорад Вукановић, секретар
- Момчило Мома Антоновић
- Драган Димитријевић
- Живко Ђак
- Душан Јовановић
- Велизар Крстић
- Весна Лакићевић
- Бранислав Мојсиловић
- Раде Николић
- Ивана Поповић

## Излагачи
1. Мирослав Благојевић
2. Драгослава Бојић Николић
3. Растко Ћирић
4. Божидар Чогурић
5. Александар Димитријевић
6. Стојанка Ђорђић
7. Љубиша Ђурић
8. Невена Хаџи Јованчић
9. Мирјана Јокановић
10. Дејан Јовичић
11. Милица Којчић
12. Дијана Кожовић
13. Зорица Кушић
14. Милован Де Стил Марковић
15. Славко Миленковић
16. Весна Миливојевић Кнежевић
17. Лепосава Милошевић Сибиновић
18. Дејан Попов
19. Светлана Раденовић
20. Едвина Романовић Худечкова
21. Љиљана Стојановић
22. Слободан Трајковић
23. Јармила Вешовић
24. Зорка Влаховић
25. Станко Зечевић
26. Милица Жарковић